# Rotolla
Rotolla est un jeu vidéo de puzzle développé et édité par Prior Games, sorti en 2013 sur iOS.

## Système de jeu
Le joueur doit associer des blocs de couleur sur les côtés d'un hexagone.

## Accueil
- Canard PC : 6/10[1]
- Gamezebo : 4/5[2]